# Историја медицине у Нишу
Историја медицине у Нишу део је историјског наслеђа града и његове културне баштине, од оснивања античког Наиса до савременог Ниша у 21. веку. Историја медицине, као део културе, једног града и свих народа који су на том простору живели, није скуп „мртвих чињеница“ написаних на папиру и сачуваних у материјалним збиркама Ниша, којих нажалост из појединих периода има мало, јер се медицина у граду непрестано развијала и преплитала са новим епохама, које су често одређивала његову будућност у српским, балканским и европским историјским оквирима.
Традиционална медицина на ширем простору Ниша има дугу историју, која сеже још из периода пре доласка Римљана а касније и словенских племана на Балкан, и зато су њени појавни облици збир вишевековних знања, вештина и на пракси заснованих теорија, веровања и искустава, пореклом из различитих култура. Без обзира да ли се њихови принципи који се користи у одржавању здравља, превенцији, дијагностици, побољшању или лечење физичких и менталних болести могу објаснити или не, они су уграђивани у све појавне облике медицине у Нишу.
Појединачно гледано сваки од појавних облика народне медицине настајао и развијао се на традиционалним и целовитим системима теорије и праксе који су се развијали независно или паралелно са званичном медицином. Како су се многи од ових система користили, у појединим земљама у окружењу Балкана, знатно пре настанка званичне медицинске праксе у Нишу, једним делом те системе преузимали су и уводили у своју медицинску праксу, нишки лекари, почев античких преко словенских турских и на крају српских лекара.

## Предуслови
Медицина у Нишу има дугу историју, која сеже још из периода пре Христа и доласка римљана а потом и словенских племана на Балкан. Њени појавни облици своје корене вуку из народне медицине, која је трајала пре настанка званичне медицинске праксе. Нишки лекари су, преко 20. векова, своја сазнања о болестима и њиховом лечењу, једним делом, стицали вишевековном посматрањем и искуствима постигнутим у лечењу (која су преношена са колена на колено из генерације у генерацију), а другим делом преузимањем и увођењем у сопствену медицинску праксу нових метода, античке, византијске западно европске, а много касније и светске медицине.
И док се у античком периоду медицина у Наису мора довести у везу са грчком, арапском и римском медицином, у средњовековном Нишу медицина се нужно мора довести у везу са медицинским искуствима Византије, чија је традиција у лечењу била прихваћена као најефикснија на ширим просторима Балкана. Био је то историјски период у коме је Византијска култура предсваљала јединство најбољих античких вредности и хришћанске вере. Према овим сазнањима можемо рећи да су главне појавне облике медицине настале на основним знањима и искуставима преузетим из византијеске културе, преузимали и примењивали и поклоници медицине у Нишу.
Међутим поред великог утицаја античке медицине и Византије, и Западна медицина у овом граду је и те како омогућила да лекари стекну и примене значајна практична искуства, док су помоћне медицинске науке и даље имале карактер византијске школе (нпр манастирска медицина). Прве тековине медицине Запада стизале су у Ниш за време владавине Стефана Дечанског преко лекара школованих у Италији (Салерну, Падови, Болоњи, Венецији, Ферми и Риму), потом и оних школованих у Монпељеу у Француској. Лекари са Запада, у Србију па и Ниш најчешће су долазили преко Котора и Дубровника, нашта упућује вишегодишње постојање дубровачке колоније у Нишу.

## Медицина у Нависосу у периоду Келта
Нависос или Вилин град био је Келтско насеље у новом регионалном средишту кога су (након великог похода на југ Балканског полуострва 281. године п. н. е.) основали Келти. Из овог града у последњој инстанци генетског развоја потиче данашњи град Ниш.
Доласком на простор Нишке котлине Келти не само да су основали град већ су са собом донели своју културу, обичаје па тако и популарну келтску медицина, која је зачета око 5. века пре нове ере. Веровања у вези здравља и болести Келти су често доживљавали као универзалну друштвену појаву, јер је она имала тенденцију да се креће од једне заједнице до друге, прелази од уста до уста, кроз бајке, и приче са путовања трговаца.
Типично за келтску народну медицину је уобичајено веровање у натприродна бића која могу утицати на људско здравље. У том смислу постојало је веровање да одређени људи у заједници поседују окултне моћи и могу да прате зле духове. Ова схатања Келти су допуњавиалли и дубоко укорењеним знањем становништва о терапијским својствима биљака, животињских производа и воде. Мудре келстске жене и врачаре користиле су ове лекове у комбинацији са сопственим чарима и чаролија, како би се убрзало лечење болести.
Такође њихово лечење се могло назвати холистичком медицином, јер су болеснику прилазили као бићу које има своје физичко, ментално, емоционално, енергетско и духовно тело, а не појединим деловима тела, по чему је она била слична данашњој, савременој холистичкој медицини.
Келтски свештеници, исцелитељи, шамани или друиди, били су људи са великим искуством и зањем које је вековима преношено са генерације на генерацију. Свакако је занимљиво напоменути да друиди нису били само мушкарци већ и жене, који су пе него што се келтско племе населило на неки простор (у овом случају на простор данашње Нишке котлине), друиди су прво истраживали њену околину, природу, биљке, дрвеће седам година, како би начинили слику о лечењу енергијом природе која им је била понуђена на том простору, а затим су почели да ту енергију природе користе.
Према различитим археолошким налазима, друиди нису били посвећени само општој медицине, већ су се неки од њих специјализовали за лечење ока, а други више за лечење психе. Места у којима су лечили увек су биле повезане са неким келтским боговима који су помагали друидима у лечењу. Наиме друиди су живели у блиској вези са светом духова. Друиди су своју душу, везивали са душу дрвећа, биљкака и друге душе која можда немају материјално тело и на томе заснивали принципе келтско лечење јер како они кажу:
Када се повежете са овим нематеријалним светом, можете да примите његову поруку, која ће у великој мери помоћи у лечењу. Важно је да се повежете са вашом животном енергијом како бисте пружили енергију лечења.
Ипак у снови лечења друида или свештеника лежао је покушај да доведу болеснике у стање да се осећају здравим, избегавајући негативне мисли, а не "да се отарасе" болести. Они су им саветовали да да стварају мале ритуале, кроз које би се болесник неколико минута, неколико пута дневно, на изабраном мирном месту посветио лековитим мисли, замишљајући да након тога осећа пуну снагу као да је здрав.

## Медицина у античком периоду
Наис, као развијено и јако прометно насељено место, развио се у западном делу Нишке котлине, која је речним путем повезана са суседним котлинама централно балканског простора, на десној обали Нишаве. Град је обухватао територију од око 25 хектара. На северу се простирао до (лат. Mutatio Sarmatorum) код Ражња, а на југу до (лат. Ad Herculem) код Житорађе. На истоку се област Наиса граничила се територијом Ремезијане. Привредни развој града омогућила су рудишта која су се налазила на околним планинама, док је сама котлина била погодна за развој сточарства и земљорадње.
У време цара Октавијана Августа (63. п. н. е. — 14. н.е.), у периоду између Трачког устанка (11—13. година п. н. е.) и далматско-панонског устанка на територији коју данас обухвата Нишке тврђаве развио се војни логор, каструм. Епиграфски споменик, који се датује у 1. веку, помиње кохортуЦиликум (лат. Cohors Cilicum), која је била смештена у Наису. Касније у Наис долази и римски помоћни стрељачки пук (лат. Cohors Cretum). Око логора се паралелно развило и цивилно насеље, будућег Града Ниша.

У 2. веку у Наису је била смештена Прва кохорта Аурелиа Дарда (лат. Cohors I Aurelia Dardanorum), намењена за одбрану северне Дарданије. 
Како је свака легија у свом саставу имала 24 лекара може се претпоставити да је у кохорти у Наису било најмање 2-3 лекара, јер је ова кохорта била састављена од 1.000 војника (лат. Cohors milliaria) и коњичког пука (лат. Cohors equitata). Како су уз велике војне логоре Римљани оснивали војне болнице (лат. valetudinaria — од речи valetudo, у преводу „добро здравље”), које су касније послужиле као модел за отварање болница широм Римског царства, чак и у средњем веку, па се може претпоставити да су лекари који су служили у кохорти Аурелиа Дарда основали и опслуживали и војну болницу у Наису.
Како је структура војних болница била идентична у свим војним логорима може се претпоставити да је и ова у Наису била постављена у централном делу логора, да је била површине 5.400 m² и правоугаоног облика, дужине 91 m и ширине 59 m.
У централном делу објекта налазило се двориште а дуж све четири стране, биле су распоређене болесничке соба (у које су смештани болесни и рањени током ратова). Болница је имала 60 соба, у два низа (спољашњи и унутрашњи) а свака је била димензија око 4 х 5 метара са вратима окренутим према дворишту или спољнашњој страни болнице.
Између унутрашњег и спољашњег низа соба постојао је широк ходник, (који се може видети на слици десно). Неки од ових просторија коришћене су од стране административног особље, лекари и медицинских помоћника. На улазу у болницу, (према скицама сачуваних из других градова Европе) може се претпоставити да је била велика просторија која је служи као 'прихватна амбуланта болнице.
Просторије за реконвалесценте имале су прозоре за проветравање. У неким случајевима (што се не може са поузданом тачношчу тврдити за овај у Наису) болница је имала и купатило са тоалетом унутар објекта.
У раној фази аутохтона римска медицина у Наису била је под утицајем етрурског наслеђа и старогрчке медицине (баш као што је и старогрчка медицина своја сазнања црпила с извора месопотамске и староегипатске цивилизације - трговина и ратови убрзавају проток информација). До доласка грчких лекара (често оспораваног), она је почивала на магијско-религијским основама. Превладава религијско празновјерје: болест је последица незадовољства богова. На врхунцу таквог веровања, уз бројне богове којима се обраћају за помоћ код појаве различитих болести, готово да сваки део тела имао је свог бога-заштитника. Популарна је била хепатоскопија, или читање божанских порука из јетре жртвованих животиња (нпр. овчијих). Таква гатања посматрањем утробе (јетра, али и срце, плућа, жуч) жртвених животиња имају порекло у етрурске наслеђу (хепатоскопија има порекло на Блиском истоку), а обављали су их тзв. харуспици којима су се обраћали носиоци војне и цивилне власти у Риму. Наиме, јетра је сматрана средиштем душе и главним органом човека.
Римска цивилизација је изузетно поштовала хигијену и медицину о чему говоре пронађене скулптуре из 320. године (пронађене на простору Ниша) — Хигије, богиње здравља и њеног оца Асклепија, бога медицине, које јасно сведоче да је у древном Наису здравству посвећивана значајна пажња. Иако у грчкој митологији Хигија није имала неку истакнуту улогу, сем што је била кћерка Асклепија, антички уметници веома често су је приказивали и то као младу жену која у руци држи змију и зделу са водом. То је био симбол здравља, који се и до данас сачувао, а њено име се везује за чистоћу - хигијену и то у разним комбинацијама.
Римљани су неговали и култ воде и обилато су користили благодети топлих и лековитих бањских вода. За Римљане свих слојева, купање и телесна нега били су важна делатност у слободно време, па тако и за становнике Наиса, који су у, за ту намену у Нишкој Бањи и Медијани у специјално саграђеним термама, свакодневно користили топлу и лековиту бањску воду пре свега са термалних извора Нишке Бање, али и оних у ближој околини Ниша. Сазнања о лековитим својствима извора Нишке Бање према расположивим подацима, потичу из 362. и била су позната старим Римљанима. Они су у 2. веку, каптирали главно врело и изградили купатило са два базена од разнобојног мермера. У њихово време цела површина садашњег парка Нишке Бање била је под вилама, а међу њима се налазило велико куптило, са добро изведеном каптажом над главним врелом. Каптажа и сада, после толико векова, добро служи. У време владавине цара Константина и његових наследника, и у царском насељу Медијана постојало је купатило у које је посебно изграђеним аквадуктом дотицала благотворна бањска вода са извора Нишке Бање.
Кроз град су пролазили важни путеви, лат. via militaris који је од Сингидунума и Виминацијума водио у Сердику и Константинопољ, војни пут који је повезивао је Рациарију на Дунаву (Арчар у Бугарској) и Лисус (Lissus, Љеш у Албанији) и пут који је водио у Скупи. До Диоклецијанове владавине, град је припадао Горњој Мезији, а касније Средоземној Дакији (лат. Dacia Mediterranea). У Јагодин малој и Градском пољу откривене су некрополе.
Овим путевима становници Наиса су у наслеђе добили хиљадугодишње познавање лековитог или опојног дејства многих биљака попут аниса, жалфије, босиљка, нане, белог лука, пелина, одољена (валеријане), бунике, тамјана, мирте, жалфије, кантариона итд. Познато је да је управо жалфија са обронака Сићевачке клисуре била изузетно цењена као лековита биљка.
Овим путем у Наис је пристигло и Хришћанство као званична вера римских царева и већинског становништва града на Нишави, са свим обележјима медицине која је она у себи садржала.

## Утицај хришћанства на назадовање античке медицине у Наисусу
Сав напредак који је медицин постигла у античком периоду врло брзо је срушена, када је хришћанство у Наису стекло доминацију у четвртом веку нове ере, јер је у овом историјском периоду дошло до „премештања“ медицинске мисли из света грчког рационализма у Богом-испуњене библијске записе, што многи историчари медицине упоређују са: скоком из сјајног ведрог дана у тоталну црну таму ноћ.
А на ту „тамну ноћ“ надовезао се и долазак Словена који су прихватили хришћанство и трајао је више векова, у којима је изгубљена потреба за: опажањем, експериментима претпоставкама и њиховим демонстрацијама. Све болести и њихово оздрављење сматране су делом натприродних бића попут Бога или Демона. Према таквом погледу, Бог је слао болести људским бићима како би им доказао Своје незадовољство.

## Медицина по доласку Срба
Одлучујућа фаза у словенском освајању и насељавању Балкана одиграла се између 610. и 626. године када је дошло до уништења великих градова у његовој унутрашњости, па тако из збирке о чудесима Димитрија Солунског сазнајемо да је Ниш разрушен после 615, а пре 618. године. Римски Naissus или палеовизантијски ромејски Ναϊσσος, овде се последњи пут помиње. Следило је ново пустошења простора од Дунава до југа Грчке и нових опсада Солуна 616. и 618. и Цариграда 626. године. Тек је пораз под зидинама Константиновог града довео до престанка варварских пустошења и смиривања ситуације на полуострву, али је оно тада већ у великој мери било насељено словенским племенима. У таквим околностима се појављују и Срби на Балканском полуострву.
Масовније насељавање Срба у Нишкој котлини почела је када се границе на Балкану на североистока и истока померила због сукоба са Бугарском.
После разарања из 615-618. године, Нисос се први пут спомиње у такозваном Сплитском запису 9. фебруара 994. године, када се средином 10. века, негде на простору Шумадије, Поморавља и Браничева налазила кнежевина Морава. Она је североисточну границу Србије одредила приближно на исти правац где је некада била граница римске Далмације - од планине Цера према Руднику. Даље се граница спуштала на југ негде између слива Западне и Јужне Мораве.
Прве зачетке традиционалне медицине словена у Нишу налазимо облике магијске медицини. Овај облик лечења био је заснован на магији – чаролији, враџбинама, вештини потчињавања вољи тајанствених сила природе, духова и демона, или веровању да човек својим речима и чинима може утицати на ток природних догађаја, па тако и на ток болести и заштиту од њих.
Гатање које је имало магијски карактер много је коришћено за оздрављење болесника, и заштиту од болести. Мада су Словени понекад гатали и из погрешних побуда, да здрава особа оболи или да се болесном погорша стање. У сврху гатања служили су списи као: Рожданик, Трепетник, Громовник, Лунак, а најстарије познати списи потичу из 13. века и садржи упутства за гатање. Поред упутства садрже и кључ за гатање у облику крста.
Оно што се сигурно зна, је чињеница да су стари Словени прихватили многе обичаје и начин живота староседелаца Балканског полуострва, посебно у оним областима где је посебно предњачио Антички Рим.

### Медицина у преднемањићком периоду
После обнове Византије 1018. године Ниш је важно упориште византијске цивилизације, културе и уметности, па и медицине, одакле зраче у унутрашњост континента. Стара епископија, сада митрополија, опет је јако црквено средиште где се обнављају ранохришћанске и палеовизантијске цркве и граде нове.
За време владавине Манојла I Комнина (1143-1180) и његових ратовања са Србима и Угарима,
стратегијске линије византијских похода ломиле су се преко Ниша који је био главна раскрсница, упориште византијске власти и значајна војна база из које се кретало у походе.
Српска медицина у преднемањићком периоду, иако није имала својих школованих кадрова, користећи се достигнућима староседелаца Балканског полуострва и уз уважавање најауторитативнијих средњовековних прегалаца Византије, пружила је свој максимум у здравственој заштити српских племена. У том периоду медицина је била мешавина магијске, анимистичке, теургијске и народне медицина.
Под утицајем Византије, догодила се важна промена у Нишу, која ће имати један од прворазредних значаја у његовој будућности: крајем 11. века, када почиње процес напуштања паганства и примање хришћанства као званичне вере, а са њом и прихватање културних и медицинских тековина Византијске цивилизације. Тада медицина Словена као и њена култура потпада под оне источноевропске или византијске цивилизације које дуго, све до пропасти византијске државе нису делиле судбину медицине на Западу, па нису могле ни имати етапе у развоју аналогне онима у немачкој, француској, енглеској или италијанској средини, иако се многим историчарима медицине ове чињенице не свиђају и покушавају да их оспоре, везујући српску медицину и за Исток и за Запад.
Све до оснивања јединствене српске државе, 1166. године, од стране великог жупан Стефана Немање и њеног јачања за време краља Милутина и цара Душана, медицина, у нишком крају, је равноправно заузимала своје место у општем кретању промена у друшту, доживљавајући, заједно са њим, своје успоне и падове.

Након ослобођења Ниша за Стефана Немању настао је период успешне државничке консолидације на свим пољима. У ток косолидацији Ниш је постао важно политичко, стратешко и трговачко средиште. Претпоставља се да је из ових разлога Немања почео да обнавља или подиже храм манастира Светог Пантелејмона. Немањина тежња да од града Ниша направи своју престоницу није се остварила због историјских околности које су то онемогућиле. Међутим, у народу се очувало предање да се Немањина војска, у којој је након напорних бојева с непријатељем било много исцрљених и оболелих ратника од неке „опаке болести”, улогорила поред извора у Нишу. Немања је ту развио „теренску” болницу. Војници су се умивали и пили изворску воду и десило се чудо. 
„Чудотворним дејством не видљиве силе и моћи Божје у изворској води, војници су се лечили и освежавали. Вода је била видљива, али је сила и моћ лековитости њене била невидљива и скривена. Из благодарности Богу за ово масовно оздрављење својих војника, Немања је подигао храм Св. великомученику и исцелитељу Пантелејмону, поред извора воде”.

## Медицина у периоду Османлијске власти
Народни (босоноги) лекари
У средњовековној и нововековној Србији под Османлијским ропством, организоване здравствене заштите и школованих лекара у Нишу није било, а болести, повреда (у многим зулумима Османлија и српским бунама) и епидемија заразних болести било је на претек. Нишлије су помагали сами себи и својим укућанима и ближњима колико су знали и умели. Тако је настала народна медицина. Тако су настали народни видари, самоуци, потекли у народу, као лица која су из свог интереса и жеље да другима помогну почињали да се баве особама које су биле болесне или повређене. Није свако могао бити народни видар. Посао и вештине преносиле су се с „колена на колено“ у кругу породице. У таквим условима делатност видара несумњиво је била корисна.
Користећи своја или туђа искуства и сазнања, тек када би се више пута уверили да нека њихова метода помаже у лечењу, они су све више стицали самопоуздања, и настављали са дугогодишњим радом као народни видари. Ови емпирици, о којима се у Нишу нашироко причало, постајали су тражени и без икакве личне промоције, и само својим односом према болеснику и својом умешношћу, стицали су велику популарност. Тако се веома често истицао, код појединих видара, њихов завидан положај који су стекли у Нишу захваљујући општедруштвеној и јавној оцени њиховог залагања.
А међу „народним (босоногим) лекарима“ поред видара били су и: бербери, врачари, бајалници, хоџе, свештеници, калуђери, травари, ранари владари ... И свакојаки преваранти... разне скитнице, варалице ... који су долазили у Ниш, у време вашара, пијаце и црквене славе..
Турски лекари упућени по молби локалне власти у Ниш
Мехмеда Васиф-паш за време свог службовања у Нишу исказана је брига локалне власти у Нишу за јавно здравље становништва. Тако је 1845. године упућена молба садразаму из Великог већа Hишког ејалета да се пошаљу два школована доктора из Цариграда који би се старали о здрављу становништва у Нишу и околини.  Иако је из престонице стигао одговор да доктора сигурно већ имају на терену, нишко Велико веће је остало доследно у свом захтеву, па се 1849. године у Нишу помиње професионални лекар који је дипломирао у Цариграду, др Антон Даил.   Дошавши овако до школованог кадра, локалним властима надаље је било лакше да врше надзор већ постојећих здравствених тела и реагују адекватније на прописе централних власти у вези са сузбијањем озбиљних болести као, на пример, колере 1849. године.1308
Током 1850-их и касније у Ниш долазе школовани лекари, од којих неки чак нису ни били поданици османске државе, већ професионалци из Европе који су своју каријеру наставили у османској служби. Такав је био случај са Италијаном Ди Робертом, доктором нишког гарнизона за време Мехмед Васиф-пашине службе, и Аустријанца дискутабилне лојалности, др Ваизмана, који се среће у Нишу нешто касније, 1853. године.
Путујући страни лекари
Поред српских видара, у народу су били цењени и путујући страни видари, калојатри („добри лекари“) и хећими. Калојатри у поробљеној Србији најчешће су били самоуки лекари Грци, који су говорили да потичу из Епира, а хећими  су били Турски лекари, међу којима је главни био Хећимбаша, први лекар у турској војсци.
Иако се доласком Османлија у Ниш све мењало у медицини, увек је био и по неки лекар, Грк, Јерменин, Турчин, Француз, који је циљано дошао или залута у Ниш, задржао се у њему извесно време, па у њему умро или наставио даље. Адолфо од Карамана, француски гроф, пролазећи кроз Ниш 1829. године, затекао је у њему доктора Француза.
Феликс Каниц, аустријски путописац, упознао је 1860. године у Нишу грчког лекара Милеријадиса, који је поседовао сумњиву диплому, као и његов војни колега Цинцар, Закарије. Доносећи са собом старобалканске културе у полупразну и турским најездама опустошену Србију, Цинцари ће
Нишу даровати занимања карактеристична за западну Европу. Тако ће у Нишу први фармацеути и лекари бити управо Цинцари.Као први лекар појављује се Захарије Статас скромног знања, а као апотекар Ђорђа Блесидес, нешто солиднијег знања.
Војни лекари
Као војни лекари у Нишу спомињу се: Александар Бег, Фатаћи Бег, Јоргаћи и Василаћи, Емин Баша, већином грци
У Нишу је радио и доктор Минчев, као турски Бимбас (мајор). Како се показао као добар лекар, толико је лепо био прихваћен од народа да су болесници из Ниша и после ослобођења од Османлија одлазили к њему на лечење у Софију.
Апотеке и апотекари
Средином 19. века у Нишу је била само једна апотека у Нишкој тврђави, док их је у 1867. години било три. Међу лекарима-апотекарима помињу се непосредно пре ослобођења Ниша од Османлија: Зарија (Захарија) Статас који је био више практичар, Ђорђе Блесидес и Димитрије Фредић.

### Хигијенско епидемиолошке прилике у средњовековном Нишу
Већина становништва Ниша и његове околине није много марила за хигијену и није стицала довољно добро здравствено васпитање, па је међу нишлијама увек било глиста, вашака, бува, шуге; запуштених рана и прелома; брзих смрти од лако излечивих повреда и болести, и честих зараза. Нарочито је уочљива хигијенска запуштеност сточарских домаћинстава у околним нишким селима.
Лоше здравствено васпитање и неразвијеност здравствене службе утицало је да у хигијенском погледу Ниш, неколоко векова, представљао стравичну слику. Код оболелих су доминирале туберкулоза (са смртношћу од око 12,5%) и трбушни тифус (са смртношћу од 10-25%), од којих су умирале читаве старонишлијске породице, већином млађи свет. Велика смртност била је и међу војницима (којих је у Нишу било 5-6.000, код којих је у јесењим епидемијаама трбушног тифуса умирало и до 300 војника. Сексуално преносиве болести такође су биле доминантне код војника и нижег слоја становништва и маларија због непознавања узрока њиховог преношења и заштите.
Поред наведених болести доминирале су и дизентерија (како код деце тако и код одрсаслих), јер због непостојања зравственог васпитање није се знало да су прљаве руке и нечиста вода за пиће биле главни узрок заразе.
Куће у Нишу су углавном биле неусловне за становање, улице узане, прљаве као и дворишта у која се изливала отпадна вода. У двориштима се слободно чувала стока а водоснабдевање и уклањање отпадака било је нерешено, те су због велике близине загађивача и бунара биле честе епидемије цревних заразних болести.
Колико су хигијенски и здравствени услови у Нишу били тешки, најбоље говори податак с почетка 19. века када се Ниш, варош са 30.000 становника након епидемије куге 1838. године смањио на 12.817 становника колико је имао у моменту ослобођења од Османилија 1878.

## Медицина у 19. веку након ослобођења Ниша од Османлија
Борбе за ослобођење Ниша од Турака, Кнежевина Србија отпочела је 29. децембра 1877. Кнез Милан Обреновић је ушао у Ниш 11. јануара 1878. Чланом 3 Санстефанског споразума Ниш је припојен Кнежевини Србији. У периоду од ослобођења до Мајског преврата Ниш је често називан Друга престоница Србије.
Ниш је постао погранични гарнизон, а након повлачења Турака и њихових лекара, остао је без ваљане здравствене заштите, у тренутку када је градом владала велика смртност њених грађана, што је захтевало хитно оснивање болнице.
Ослобађањем Ниша од Турака и уласком у град српска војска грађанима Ниша није донела само слободу већ и здравствену заштиту. Са њом су у Ниш пристигли и први школовани лекари.
По ослобођењу Ниша затечене су две приватне апотеке: Ђорђа Блесидеса и Димитрија - Митанчета
Фредија (Фредића). Међу њима је дошло до велике конкуренције тек након 1880. када је дошло до комисијског прегледа (до оригиналног документа се није могло доћи), како би обе апотеке за даље
вршење своје праксе морале да усагласе рад са државним законом из 1865. а нарочито са санитетским законом из 1881. године.

### Хигијенско-епидемиолошки услови у првој години након ослобођења Ниша
Када га је заузела стрпска војске 30. децембра 1877. године Ниш је био „Пако у средини раја”; у средини плодне околине, варош нишка била је сметлиште османлијске нечистоће,
куће не беху као куће нити улице као улице. Ни сто корака није могао човек корачати а да не уђе у какву улицу без излаза.
Здравствена култура становништва била је на ниском нивоу. Сујеверни народ користио је услуге надрилекара, травара, видара и турских хећима.
Уређење града почело је тако што је неколико хиљада запрећних кола смећа са улица уклоњено изван вароши а на њихово место насута је земља и шодер за насипање. Како је у Нишу било безброј крив сокака са надстрешницама, од којих у дућане никада није допирала сунчева светлост све је то по Винтеровом плану (првом такве врсте за урбанистичку регулацију Ниша) порушено. Све се то поправљало зидало дозидавало анове улице су просецале многе махале. Таква живот у Нишу није владала ни за сто година владавине Османлија.
Након само пет година Ниш је могао да се у хигијенском погледу мери са Београдом и од других вароши у Србији од којих је био лепши и уређенији.

### Оснивање првих болница

#### Војна болница
Формирање и почетак рада Војне болнице за град Ниш, ширу околину, и цео југ Србије значио је истовремено први зачетак организоване здравствене заштите становништва на овим просторима.
Оснивањем Војне болнице започео је и развој здравства у Нишу. Три године након оснивања Војне болнице основана је 1881. и прва цивилна, Окружна болница у Нишу, захваљујући еминентним лекарима Војне болнице који су значајно допринели у оснивању и раду Окружне болнице, а касније и Клининичког центра у Нишу. Све време од оснивања до данас болница је непрекидно здравствено збрињавала и грађанска лица Ниша и шире околине.
Након две године од оснивања Војне болнице, 1880. године, у Србији је било 105 лекара и 15 лекарских помоћника, (од којих око 38% или 38 лекара и 2 лекарска помоћника радило у Београду), 25 бабица (од којих је 75% или 19 радило у Београду) и 32 апотекара. У нишком округу те године је радило 9 лекара и 2 апотекара. Сви они су били истовремено и припадници Војне болнице Ниш.
Захваљујући Војној болница, град Ниш је 1897. добио првог сталног хирурга (мајора др Михила Петровића (1863—1934) који не само да је био начелник хируршког одељења и један од управника Војне болнице Ниш (1896—1912) већ и једини хирург у граду који је две године касније хонорарно радио, као и већи број припадника Војне болнице у новооснованој првој нишкој цивилној здравственој установи, Окружној болници).

#### Окружна болница
Јуна месеца 1881. Министарство унутрашњих дела Србије, ставља у задатак своме инспектору др М. Јанковићу
...„да што скорије крене на пут и оде у Ниш, Прокупље, Књажевац, Пирот, Врање, Лозницу и Ћуприју и да тамо устроји и отвори окружне болнице и као овлашћени делегат може предузети и извршити све оне мере у границама закона и санитетског буџета, које за удесне нађе, да се дотичне болнице што пре отворе“...
Др М Јанковић је стигао у Ниш 2. јула 1881. и одмах поставио захтев окружном начелнику Ниша,
да нареди општинском суду да пронађе све куће у Нишу,...„које би се за болницу могле употребити“... Лично је све куће прегледао 6. јула 1881. и о затеченом стању известио свог начелника:
погодим се са неким Андоном за његову кућу која је од свију најудеснија била. У овој кући има 9 добрих соба, 3 кујне, и још 3 мале коморе; има доста просторија за све потребе у болници и могу се лако до 40 болесника сместити. Погођено за 10 дуката месечне кирије. Наредио сам да се закључи уговор за кућну кирију и њене оправке да се изврше и персонал спреми. Направљен је и договор са управником затвора да се столарски и качерски посао за болницу изради у затворској радионици“...
По одлуци др М. Јанковића, Окружна болница у Нишу, је основана и смештена у приватној кући изнајмљеној за те потребе, која се налазила на левој обали Нишаве, изнад градског парка. Прве пацијенте је примила 17. јула 1881. У прво време, Окружна болница је била уточиште за оболеле проститутке од венеричних болести и лица оболела од туберкулозе. Разлог за доношење такве одлуке био је велики проблем са проституцијом у Нишу који је утолико био већи јер Ниш (поред Београда) највише имао путника и странаца, који су кроз град пролазили главни Балканским друмови и има много војске у гарнизону. Болесници су примани на основу уверења општине о имовном стању. Сиромашни болесници су лечени на терет санитетског фонда, а за оболеле од сифилиса није било потребно никакво уверење. Болесник је подносио и исправу од полиције или општинског суда где се разболео и како је болест текла. У болници се болесник морао окупати, а његово одело је чувано у болничком магацину.

### Остале здравствене установе
Амбуланта за железничаре
Изградњом Балканске железничке магистрале кроз Србију (која је била, као обавеза, преузета на Берлинском конгресу), Србија је 1884. године добила своју прву железничку пругу од Београда до Ниша. Пратећи развој железнице у Србији, развијала се и здравствена служба железничара.
Тако је 1886. године ступио на снагу први Правилник којим се регулише здравствена проблематика на железници. Био је то Правилник о каси на помоћ. Овај датум (и правилник), сматрају се званичним почетком железничког здравства у Србији.
У складу са наведеним превилником 1892. у Нишкој железничкој станици основана је прва амбуланте са железничким лекаром, са наменом да „пружа помоћ оболелим железничара-улагачима средстава у осигурање и да им обезбеди лекове и санитетски материјал“.
Амбуланта је основана у скученом простору и скромним условима: један сто, три дрвене столице, један орман. У амбуланти су до краја 19 и с почетка 20. века радили наши и страни лекари: Др Божидар Замфт, Др Михајло Петровић, Др Младен Грујић, Др Јован Богдановић и други.

## Медицина у 20. веку
У Нишу је 1909. године било евидентирано 1.711 бунара, од којих су 872 била загађена, док је из 839 била дозвољена употреба воде за пиће. Први градски водовод у Нишу изграђен је тек 1937. године, на садашњој локацији Медијана када је и започело савремено и хигијенско снабдевање Ниша водом за пиће.
Нажалост ни хигијенске прилике у Нишком гарнизону међу војском нису биле добре, због лошег односа претпостављених према здравственој заштити и санитетској служби:
| „ | Према др Милошу Борисављевићу који је једно време био и Начелник Санитета Министарства војног: „Војни санитет као струка у војсци све од свог почетка била је стално запостављена... Војни лекари давали су предлоге својим претпостављенима...“ који су на то остајали глуви и неми. Када је Борисављевић, својевремено, као референт санитета у Нишу предложио свом претпостављеном, ђенералу Мостићу, да се војници барем једном у 15 дана окупају у новом варошком купатилу, добио је кратак одговор да - војници нису рибе. | ” |

### Медицина у време Балканских ратова и Великог рата
Доктор Вилхелм Теодор Мелгард (Wilhelm Teodor Mølgaard, 1888—1920) који је дошао је у Србију априла 1915. године када је српска влада упутила апел за помоћ у лекарима приликом велике епидемије пегавог тифуса, са медицинском екипом коју је упутила Краљевина Данска, одиграће значајну улогу у збрињавању грађана Ниша у Великом рату. У чину капетана прве класе „... на дужност лекара Другог лазарета...“ Прве српске добровољачке дивизије, након снажне контраофанзива бугарских, немачких и турских трупа, др Мелгард бива заробљен у Меџидији и спроведен у заробљенички логор у Пловдив. Како Бугарска није у била ратном стању са Краљевином Данском, то је по међународним прописима др Мелгард имао други третман. Зато га је бугарска Окупациона команда интернирала у Ниш.
По доласку у Ниш др Мелгард је одређен за градског лекара. Цело време Великог рата радио је болници, у којој су се лечили заробљеници, избеглице, становништво града Ниша и деца без родитеља, смештена у Нишком дому. Његов долазак за становнике Ниша, а посебно за велики број болесника које је он лечио био је од великог значаја. Др Мелгард ће се у Нишу и оженити, а ту ће му се родити старији син. После рата на лични захтев добио је место општинског лекара у Куршумлији, где данас једна улица носи његово име.
Захваљујући госпођи Мабел Грујић српскох хуманитарној радници америчког порекла, секретарки Кола српских сестара, која је по повратку из Америке августу 1915. предала српској Црвеном крсту преко 100.000 франака као поклон Американаца Србији, августа 1915. започела је да ради Дечије болнице у Нишу, коју је уз помоћ америчког Црвеног крста Мабел Грујић снабдела материјалом и особљем. У болници је примљено на лечење преко 300 деце. Болница је радила све до пролећа 1916. и поред окупације Ниша од стране Бугара. Међутим, како је ситуација на фронту и нова офанзива непријатеља изазвале велики прилив избеглица у Ниш, болница је ускоро претворена у јавно склониште, у коме је збринуто, нахрањено и обучено преко 4.000 избеглица пристиглих у Ниш из целе Србије.
Када је Ниш био ратна престоница Србије 1915. године од страних лекара који су се нашлу на служби у њему од  пегавог тифуса умрло је укупно једанаест: др Абади Сабри из Каира, др Донели Џемс из САД (убио се у делиријуму од пегавог тифуса), др Ева Меснички и др Ернест Алфред из Швајцарске, др Сергије Кантамиров Ивановић из Цариграда, др Лигос Јован из Солуна, др Ева Метничка из Лозане, др Василије Сергејев Барбошки из Русија, др Јагрис Теофано из Грчке, др Бек Херман и др Рудолф Буберле (затвореници). Од српских лекара исте године умрло је  укупно дванаест: др Милош Стевановић, др Илија Тодоровић, др Милан Цекић – Поморац, др Евгеније Брановачки Ћана, др Андра Божиновић, др Стеван Вујичић, др Божидар Замфт (био је управник нишке војне болнице 1912, лекар војне станице 1914/15), др Боривоје Јаћовић, др. Павле Јевтић (дугогодишњи генерални директор Грађанске болнице у Нишу), др Стеван Моравац и студент медицине у Бечу Станислав Јовановић.

### Медицина између два светска рата
После ослобођења Ниша 12. октобра 1918. године у граду су владале тешке социјалне прилике. Град је био пун ратних инвалида. Радничке новине од 13. септембра 1919. године писале су:...Инвалиде сада нико не познаје. Они су одбачени и презрени. Они треба да имају првенство у овој земљи, јер је ова држава подигнута и ослобођена на костима њиховим и њихове деце...
Разне инфективне болести, донесене и заостале од стране непријатеља, и по завршетку рата, уз масу сиромашног становништва и тешке социјалне прилике, харале су градом још дуго година.
Старе болнице се раорганизују и опремају и обликују у духу свога времена, а оснивају се и нове болнице, амбуланте и приватне лекарске и стоматолошке ординације.
Државна душевна болница
Идеја о формирању болница за душевне болести у Горњој Топоници код Ниша, потекла је 1911 године, када је комплекс од око 86 хектара, који је добила Краљица Наталија после развода брака од Краља Милана Обреновића, продала српској држави за 100.000 динара. Купљено земљиште влада је наменски, за градњу душевне болнице, уступила санитетском одељењу Министарства унутрашњих послова Краљевине Србије.
Међутим Балкански ратови и Први светски рат (1912-1918) одложили су припреме и изградњу душевне болнице.
Градња болнице за душевне болести у Горњој Топоници, започета је 1923. године, а завршена 1926. на купљеном комплексу, на коме су се налазиле две веће зграде и једна магаза изграђене од тврдог материјала, док је део земљишта било засађено јелом, боровима, тујом и другим култивисаним дрвећем, под руководством др Драгољуба Поповића.
За првог управника одређен је нишки лекар др Марко Радман, који је на ову дужност ступио 3. априла 1926. Први болесник кога је новопостављени управник примио на лечење, 9. јуна 1926. у новоизграђеном специјалном павиљону „Вила Топоница” био је принц Ђорђе Карађорђевић, са намером краљевске династије да у њој проведе животни век.
Државна душевна болница у Горњој Топоници званично је почела да ради 1. маја 1927. године када је возом из Психијатријске болнице у Београду пребачено 200 болесника.
Дом железничара
у овом веку, 1926.године амбуланта са железничким лекаром, прерасла је у Дом железничара и добила модерну зграду и савремену опрему.
Те 1926. Дом железничара имао је 12 сталних и 6 хонорарних радника. Једног лекар опште праксе и два зубара.
Санаторијум „др Драгутин С. Петковић”
Др Драгутин Петковић, један од најпознатијих нишких лекара, након демобилизације из југословенске војске, свечано је 1. октобра 1922. године отварио први приватни санаторијум у Нишу, под именом "Нишки санаторијум др Петковића" који је био други у Србији (први санаторијум у Србији основао је др Лазар Генчић). Санаторијум је могао да лечи 23 болесника, а бројао је 7 запослених радника.
Зграда санаторијума срушена је за време Другог светског рата, током бомбардовања 1944. године, док су помоћне зграде остале сачуване.

### Медицина у Другом светском рату
Распадом Краљевине Југославије 1941. и окупацијом Србије дошло је до распада и промена не само у држави већ и у здравственој служби.
У периоду 1941—1944. а у складу са разумевањем свог места у „новом поретку“, Недићева влада захтевала је од свих здравствених установа у окупираној Србији, да Немачкој пруже сваку помоћ. „Уредбом о одговорности општинских самоуправних органа“ којом се, свим лицима запосленим у локалним органима власти која одбију да приме дужност или поднесу оставку, претило се принудним радом, упућивањем у концентрациони логор и преким судом, па је већи део затеченог састава болница у Нишу морало да прихватеи и настави рад у болници. Желећи да буде сигурна у потпуну послушност медицинског и немедицинског особља у болници, Недићева власт је затевала од запослених и да обавезно, потпишу „Изјаву о лојалности Недићу“, и обавежу се на непружање медицинске помоћи и борбу против комуниста и масона, што је био услов за добијање плате.
У болничким објектима Немци су лечили припаднике својих јединица, а радила је и народна болница која је поред лечења народа, лечила и припаднике Недићевих, Љотићевих јединица, жандармерију и четнике Косте Пећанца.
У Србији су окупационе власти почеле да формирају концентрационе логоре већ средином 1941. Један од логора био је и Логор Црвени крст у Нишу. Бригу о лечењу рањених и болесних логораша, и немачких стражара и њихове присталице, одмах по његовом оснивању преузела је Војна болница. За ту намену издвојен је посебан део болнице, све до ослобођења Ниша.
У току масовних савезничких бомбардовања Ниша и околине од октобра 1943. до септембра 1944, велики број повређених збринут је у Нишким болницама. Посебно ће остати у памћењу медицинском особљу болницае, бомбардовање Ниша на Васкрс 1944. У првом савезничком бомбардовању погинуло је 700 грађана Ниша. Бомбардовање су извеле бомбардерске групе - 12. ваздушне команде Ратног ваздухопловства Сједињених Америчких Држава. Следеће бомбардовање Ниш је задесио 30. марта 1944. Извлачење мртвих и рањених трајало је 7 дана. Треће бомбардовање уследило је 5. априла 1944.
Ипак трећи септембар 1944, сматра се, био је један од најтрагичнијих дана за Србију: тада је више од 300 бомбардера из 15. Америчке ваздухопловне армије тукло градове на Балкану а једна шестина те флоте напала је Ниш. Била је то операција савезничких снага под чудним називом „Недеља пацова“. За само седам дана, према немачким извештајима, око 2.000 авиона бомбардовало је Србију. На Ниш је тада бачен експлозива из 1.200 савезничких авиона.

#### Ослобођење Ниша
Након ослобођења Ниша 14. октобра 1944. године хируршко одељење партизанске болнице НОВЈ прешло је из Соко Бање у Ниш. На његовом челу био је др Никола Ђукнић, као главни хирург.
Посебан проблем у ослобођеном Нишу представљала је хигијена. Од првог дана ослобођења у граду је владе несташица воде, сапуна, огрева и других потребштина што је довело град у озбиљну опасност од избијања епидемија. Захваљујући здравственом одсеку при градском народноослободилачком одбору зараза је спречена, интензивним радом више мобилних хигијенско-епидемиолошких екипипа и више народних амбуланата, у којима су ангажовани сви лекари који се нису налазили у војним јединицама и обављали су цивилну лекарску службу. Једна од главних амбуланти у Нишу била је смештена у згради Окружног уреда.
Војно-болнички центар број 1
Војна болница 13. корпуса која је тог истог месеца стационирана у кругу Војне болнице, прерасла је у Војно-болнички центар број 1, са већим бројем објекта. Управник болице био је руски пуковник Кириченко, кога је касније заменио хирург др Никола Ђукнић. Војно-болнички центар је у свом саставу имао шест хируршких одељења, расутих по целом граду: у згради хируршког одељења, одељења за унутрашње болести, грађанске болнице, хотелу „Оријент“, згради Моравске бановине (ѕграда Универзитета) и у згради хотела „Парк“. Рањеници су углавном довожени теретним вагонима железницом. Воз би стајао у близини Габровачке реке, уз јушну ограду Војне болнице, а рањеници би из њега на носилима били пребацивани на пријемно одељење.
Једно краће време омладински батаљон из Ниша радио је на припремању два велика павиљона у Војној болници за смештај све већег броја рањеника који су довошени са Сремског фронта. Болница је постала и наставна база, за обуку санитетског особља, прерасподелу кадрова, и развој хигијенско-епидемиолошке службе итд.
Почетни капацитет болнице износио је 900 постеља. Због великог прилива рањеника број постеља се стално повећавао тако да се крајем децембра нарастао на 1.260, а у завршној офанзиви за ослобођење Југославије износио 1.933 постеља.
Улога Болничког центра број 1 Ниша све више се ширила, па је она морала да пружа помоћ и другим војним болницама Нишке војне области (Пирот, Врањска Бања, Лесковац, Прокупље, Алексинац, Крушевац, Сурдулица, Озрен, Кнез Село, Приштина и друге области). Тако је овај центар постао један од највећих болничких центара у Србији, и имао је веома значајну улогу у лечењу рањеника и болесника свих категорија са југа Србије и фронтова у Босни и Војводини, школовању санитетског кадра и пружању стручне помоћи болницама на територији Нишке војне области.
У болничком протоколу Болничког центра број 1 Ниш, од 21. октобра 1944. године до 31. маја 1945. године лечено је 9.860 рањеника и болесника а умрло 146.

### Медицина у другој половини 20. века

#### Болница у Кнез Селу
Године 1939. години у Кнез Селу, на шест километара од Ниша, на надморској висини 450 м, на падинама Градца, започета је изградња посебне болничке зграде намењане бановинском санаторијум за туберкулозу. Оснивање и нормалан рад болнице омео је и ограничио Други светски рат.
Од 1947. године болница је постала Санаторијум за плућне болести, јер су у послератном периоду туберкулозна и плућне болести биле масовна појава. У свом саставу, Санаторијум је пред крај четрдесетих година 20. века, имао четири клиничка одељења (са 400 болесничких постеља), бактериолошку лабораторији и одељењем за колапсно лечење туберкулозе. Токо 1956. године болница је променила назив и од Санаторијума постала Специјална болница за туберкулозу.
У наредним деценијама следеле су бројне реорганизационе, кадровске и материјалне промене у болници:
- Прва, 1969. године када се болница удружила са антитуберкулозним диспанзером и постала Завод за плућне болести и туберкулозу.
- Друга, 1971. године када је Грудно одељење Клиничке болнице у Нишу припојено Заводу.
- Треће, 1982. године када је након реконструкције о реорганизације, формирана Клиника за плућне болести и туберкулозу Клиничког центра Ниш.

#### Неурохируршка клиника
У Државној болници у Нишу, у оквиру Одељења хирургије (под руководством др Николе Ђукнића, 1941–1969), прву неурохируршку интервенцију извео је, 1956. године, тада млади специјалиста неурохирургије др Илија Нагулић. Он је тиме постао зачетник неурохирургије у Нишу, као засебне медицинске специјалности.
Одсек неурохирургије основан је званично, 1. јула 1957. под руководством др Илија Нагулића. Одсек је имао 15 кревета на одељењу неурологије, 1 кревет у интензивној нези и 2 на одењељу хирургије на другом спрату зграде хирургије. Међутим, убрзо по оснивању Одсека Неурохирургије при Хируршкој клиници, др Нагулић је морао да оде на усавршавање у Загреб, а потом у Лион 1960. Одсек, а касније неурохируршку клинику прихватио је његов први начелник, касније директор клинике професор Медицинског факултета у Нишу, др Витомир Јовичић, ученик београдске неурохируршке школе.
Одсек неурохирургије прерасто је прво у одељење 1972. године, а потом и у Неурохируршку клинику 1979. Неурохируршка клиника се у склопу трансформације здравства удружила 1990. у Клинички центар Ниш.

#### Институт за лечење и рехабилитацију „Нишка Бања“[74]
По завршетку Другог светског рата бањско лечилиште у Нишкој Бањи располагало је са четири хотела и две виле, у којима је било 570 постеља и 800 постеља у приватном смештају, што је због све већег броја пацијената постало недовољно.
Од 1954. до 1956. у Нишкој Бањи у просечно је, годишње боравило 17.088 пацијената, што је ово лечилиште по броју посетилаца у тадашњој ФНР Југославији сврставало на друго место одмах иза Врњачке Бање.
Током 1963. Нишка Бања је добила статус бање, а јануара 1966. "Бањско и климатско лечилиште „Нишка бања“", преименовано је у "Природно лечилиште „Нишка бања“", са основном наменом да лечи и рехабилитује реуматичка и срчана обољења. За првог директора именован је др Драгослав Коковић.
Децембра 1966. лечилиште у Нишкој Бањи добило је нови назив »„Завод за превенцију, лечење и рехабилитацију реуматичких и срчаних болесника”, а на дужност директора је постављен је проф. др Димитрије Михајловић.
|  |  |  |

Смештајем већег дела Завода у новоизграђени савремено опремљен стационар „Радон“ 1975, почело је ново раздобље у његовом раду. Следила је изградња новог објекта 1981, стационара „Терме“, и доградња још једног спрата на објекту стационара „Радон“ 1996, тако да је укупни капацитет постеља у Заводу био 560.
Завод је прерастао у „Институт за превенцију, лечење и рехабилитацију реуматичких и кардиоваскуларних болесника” 1979, а због значаја за здравство Србије, 1993. влада Републике Србије је постала оснивач Института.

## Медицина у 21. веку

### Ординација за хипербаричну медицину
Прва ординација за хипербаричну медицину у Нишу и једина на југу Србије основала је, и материјално и кадровски опремила, средином 2008. године, група нишких ентузијаста из ове области медицине. Ординација је, након добијања свих потребних атеста и дозвола за безбедан рад, званично почела је са радом 1. септембра 2008. године, на 130 годину од почетка рада првог организованог здравства у овом граду.
Ординацију је основао и њом руководио др Милорад Димић први специјалсита ваздухопловне медицине у Нишу и један од 10 специјалиста из прве генерације специјалиста ваздухопловне медиицине у бившој СФР Југославији.
Ординација је основана у централном делу Града Ниша, у делу закупљеног простора ортопедске организације „Рудо“, по високим Европским стандардима, на површини од 120 м².
У функционалмо погледу ординација је опремљена са две једномесне хипербаричне коморе руске производње, савременим софистицираним и умреженим мониторинг системом (за праћење виталних параметара болесника у току хипербаричне оксигенотерапије), простором за санитарну обраду болесника, ординацијом и салом за интервенције и савременим кисеоничким системом, са станицом на течни (смрзнути) кисеоник.

### Ургентни центар КЦ Ниш
Ургентни центар Клиничког центра Ниш је званично је основан 19. октобра 2012. године, са циљем да се бави збрињавањем политраума, хитних општехируршких, неурохируршких, ортопедских, уролошких, васкуларних, грудних, као и других ургентних случајева који спадају у домен пластичне и реконструктивне хирургије.
У саставу амбуланте Центра обављају се сви консултативни прегледи специјалиста свих специјалистичких грана, ургентна терапија и реанимација. Комплетна дијагностика у Ургентном центру обухвата:
- Кабинет за рендген, ултразвучну дијагностику, компјутеризовану ромографију, магнетну резонантну томографију
- Салу за ангиографију
- Лабораторију

Пацијенти се у моноблоку ургентног центра за ургентну хирургију задржавају до 48 сати, и у том времеском пероду се хитно хируршки решавају или опсервирају и реанимирају, а потом отпуштају на кучно лечење или усмеравају на друге клинике према патологији болести. Ургентни центар, са свим својим капацитетима, отворен је 24 h свакодневно. током цекле године.

### Клиника за кардиоваскуларну и трансплантациону хирургију КЦ Ниш
Клиника за кардиоваскуларну и трансплантациону хирургију, најмлађа је клиника у оквиру Клиницког центра Ниш. Званично је отворена 24. новембра 2014. године.
У свом саставу ова клника има: Одељење за васкуларну хирургију • Одсек за болести артерија • Одсек за болести вена • Одељење за кардиохирургију • Одељење за грудну хирургију • Одељење интензивне неге и терапије • Операциони блок • Одељење за пријем болесника, специјалистичко - консултативну делатност и дијагностику.

### Нови клинички центар у оквиру постојећег
У оквиру пројекта „Реконструкција четири Клиничка центра у Србији: Београд, Нови Сад, Ниш и Крагујевац“, 17. децембра 2017. године на свечан наћин отворен је Нови клинички центар у Нишу. Корисна површина добијена реконструкцијом старе зграде и изградњом новог објекта Клинички центра је добио 50.000 квадрата у којима је смештено 17 операционих сала и 2 ургентна центра, са смештајем за 650 пацијената у комфорним двокреветним собама с купатилом. У згради се налазити и Радиотерапија, Одсек за радиологију, Центар за операције и Центар за оперативну интензивну негу, Банка крви, посебан простор за трансплантиране пацијенте, као и простор за буђење пацијената из анестезије.
Директорат за цивилно ваздухопловство наменио је 15 милиона динара за изградњу најсавременијег хелиодрома у саставу Клиничком центру Ниш, који ће поред оног на Војномедицинској академији у Београду, бити једини у клиничким центрима Србије, који ће омогућити ефикасно медицинско збрињавање свих повређених у саобраћајним и другим несрећама, евакуацијом ваздушним путем.
Сама зграда Клиничког центра пројектована је као "паметна", односно целом зградом управља се из контролне собе. Што зачи да је обезбеђена техником како би Клинички центар био независтан када је реч о води и струји и да, ако се деси нека већа хаварија у Нишу, зграда може седам дана независно да се не снабдева водом и струјом, медицинским гасовима итд.